# Taraxacum soczavae
Taraxacum soczavae là một loài thực vật có hoa trong họ Cúc. Loài này được Tzvelev miêu tả khoa học đầu tiên năm 1966.